# Melleray, Sarthe

Melleray este o comună în departamentul Sarthe, Franța. În 2009 avea o populație de 497 de locuitori.